# CpG岛

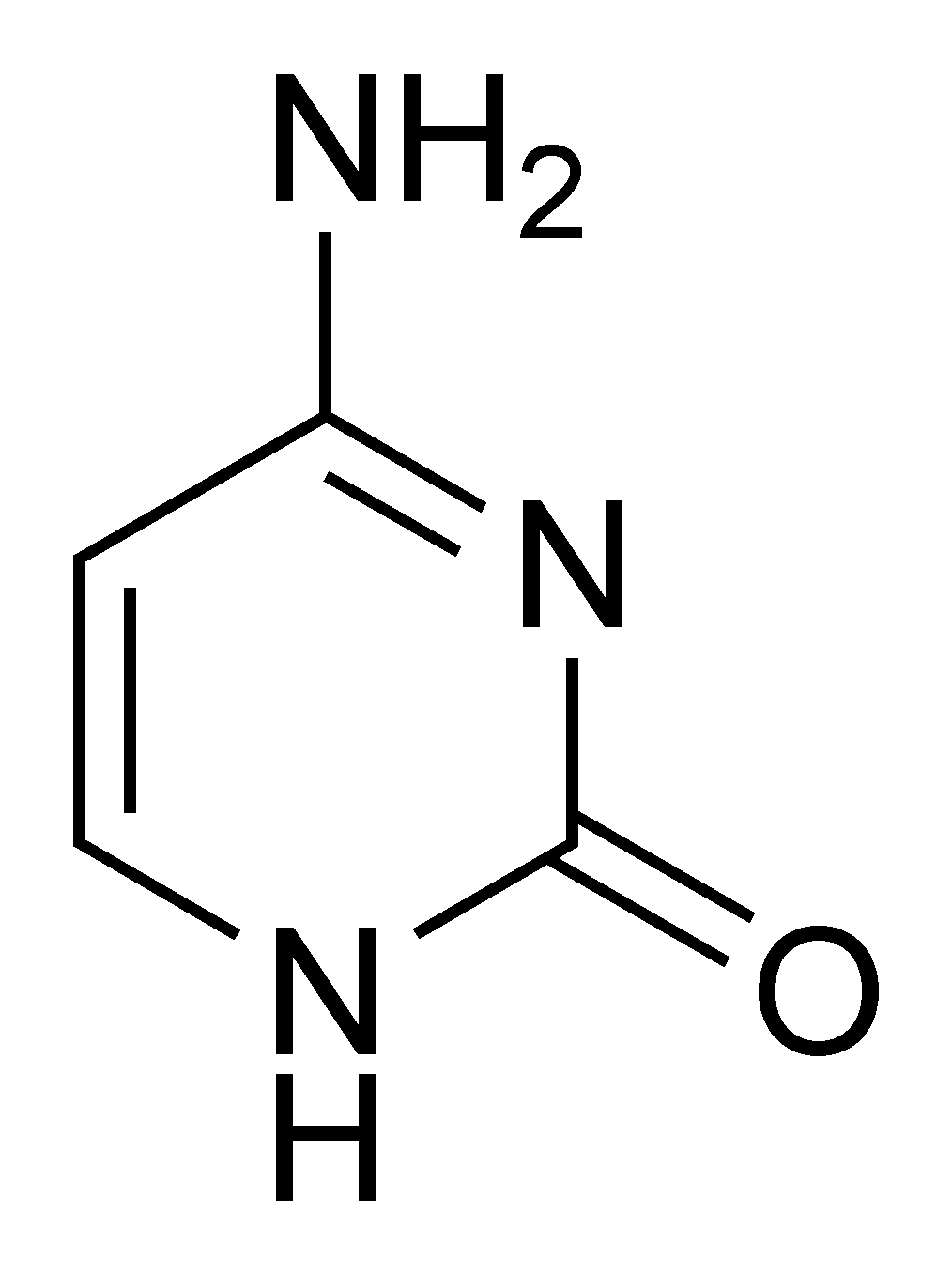
胞嘧啶

磷酸鹽（也稱磷酸，但磷酸有其他涵義）

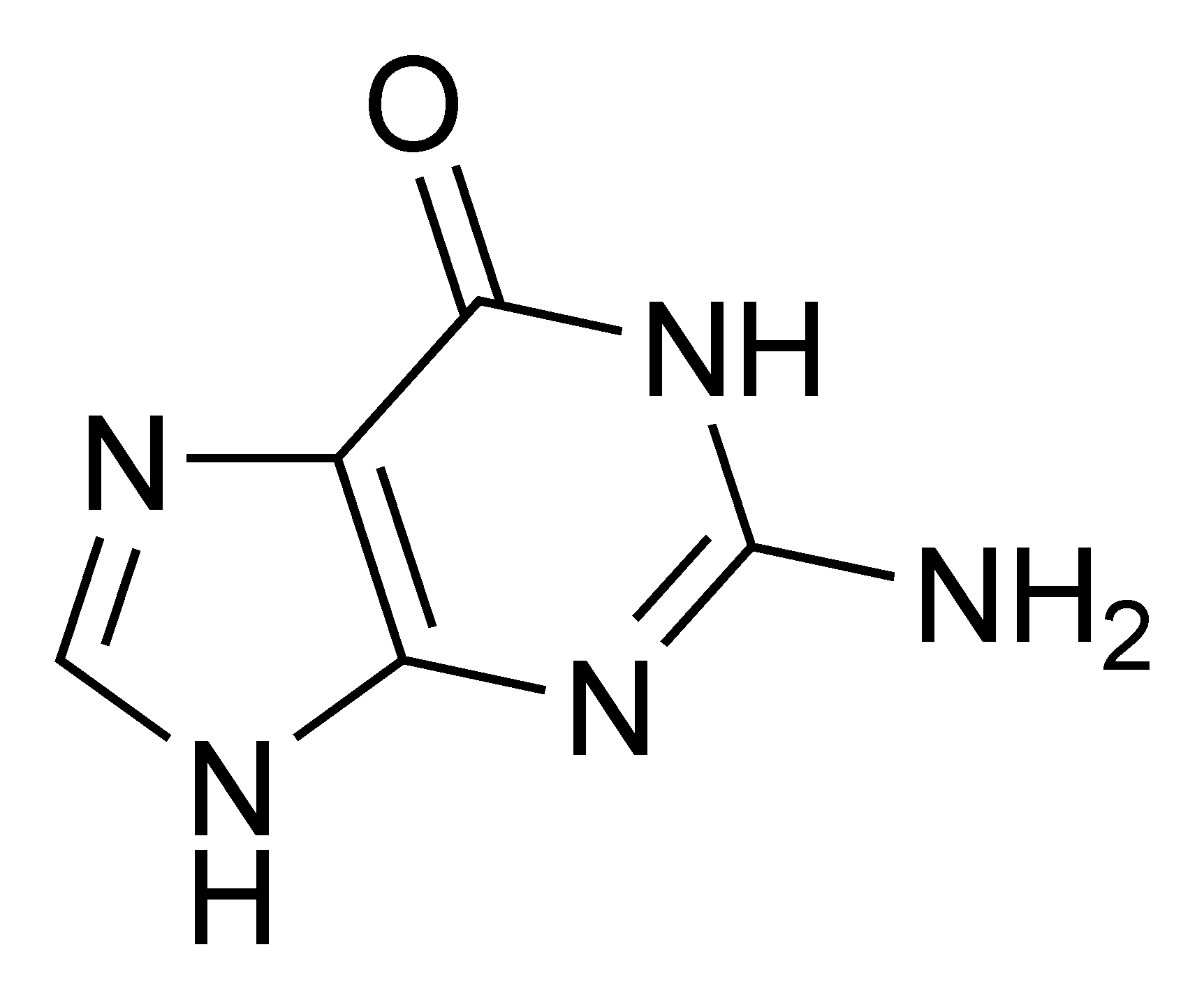
鳥嘌呤

CpG島（CpG islands）是指DNA上一個區域，此區域含有大量相聯的胞嘧啶（C）、鳥嘌呤（G），以及使兩者相連的磷酸酯鍵（p）。哺乳類基因中的啟動子上，含有約40%的CpG島（人類約70%）。一般CpG島的長度約300到3000個鹼基對（bp）。
常用的正式定義是指一個至少含有200bp的區域，其中GC所佔比例超過50%，且CpG的觀察值／預測值比例必須高於0.6。此部份的CpG島與基因相連，可用來作為限制酶的辨識位置。

几乎管家基因都含有CpG岛；一般位于基因的5’端区域；大多数CpG岛是甲基化的（70%～80%）；CpG岛中的核小体中H1含量低，其他组蛋白被广泛乙酰化，并具有超敏感位点；未甲基化CpG岛可能说明基因具有潜在活性。

## 外部連結
- M. D. Anderson Cancer Center
- 醫學主題詞表（MeSH）：CpG+Islands